# Климов, Николай Григорьевич
Николай Григорьевич Климов — советский хозяйственный деятель, Герой Социалистического Труда.

## Биография
Родился в 1912 году в Бахмутском уезде. Член КПСС.
В 1930—1941 — помощник машиниста, машинист-кривоносовец депо Красноармейское Южно-Донецкой железной дороги.
В 1941—1945 — машинист грузовых эшелонов в прифронтовых районах СССР.
В 1945—1968 — машинист угольных и грузовых составов, начальник паровозного депо Красноармейское Донецкой железной дороги.
Указом Президиума Верховного Совета СССР от 1 августа 1959 года присвоено звание Героя Социалистического Труда с вручением ордена Ленина и золотой медали «Серп и Молот».
Умер после 1968 года в Красноармейске.

## Награды и звания
- Герой Социалистического Труда (01.08.1959)
- Орден Ленина (23.11.1939, 01.08.1953, 01.08.1959)
- Орден Трудового Красного Знамени (21.05.1951)